# August Lübben

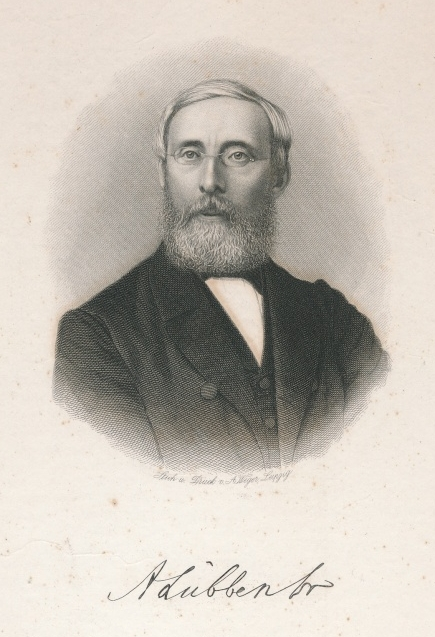
August Lübben

Heinrich August Lübben (* 21. Januar 1818 in Hooksiel; † 15. März 1884 in Oldenburg) war ein deutscher Germanist, Bibliothekar und Gymnasiallehrer.

## Leben
August Lübben war Sohn eines Lehrers, der ihm auch den ersten Unterricht erteilte. Nach Besuch einer privaten Lateinschule ab 1831 absolvierte er von 1832 bis 1838 das Mariengymnasium Jever. Zum Sommersemester 1838 wurde er an der Universität Jena zum Studium der Philologie und Theologie immatrikuliert. Zum Sommer 1839 wechselte er an die Universität Leipzig und zum Sommer 1840 an die Universität Berlin. 1841 wurde er in Jena mit der Dissertation De imaginationis ratione apud Aristotelem zum Dr. phil. promoviert. Anschließend kehrte er in seine Heimat zurück. In Jena war er Mitglied der Burgkellerburschenschaft.
1843 wurde er Lehrer für Latein und Griechisch am Mariengymnasium Jever. 1844 bestand er das theologische Examen und folgte einem Ruf an das Oldenburger Gymnasium. Dort unterrichtete er Latein, Griechisch, Hebräisch, Religion und Deutsch. 1866 sollte ihm der Professorentitel verliehen werden, den er allerdings aufgrund seiner Unzufriedenheit mit den dienstlichen Verhältnissen ablehnte. Zum 1. April 1875 wurde er vom Schuldienst für drei Jahre für die Arbeit am Mittelniederdeutschen Wörterbuch entbunden. Als jedoch im März 1877 Theodor Merzdorf starb, wurde er zum Direktor der Öffentlichen Bibliothek zu Oldenburg berufen. Dort wirkte er bis zu seinem Tod. 1874/1875 war er Gründungspräsident des Vereins für niederdeutsche Sprachforschung zu Hamburg. Als Präsident amtierte er bis zu seinem Tod 1884.
Lübben war ab 1858 Redakteur der Zeitschrift Der Praktische Schulmann und gab mit einem Prediger Arens um 1848 die Zeitschrift Demokrat heraus.

## Schriften (Auswahl)
- De imaginationis ratione apud Aristotelem. Berlin 1842.
- Das Plattdeutsche in seiner jetzigen Stellung zum Hochdeutschen. Schulze, Oldenburg 1846, Digitalisat.
- Wörterbuch zu der Nibelunge Not (Liet). Stalling, Oldenburg 1854, Digitalisat; 2. Auflage, 1865, Digitalisat; 3. Auflage, 1877, Digitalisat.
- Reinke de Vos nach der ältesten Ausgabe (Lübeck 1498). Stalling, Oldenburg 1867, Digitalisat.
- Mittelniederdeutsche Gedichte aus Handschriften. Stalling, Oldenburg 1868, Digitalisat.
- Zeno oder die Legende von den Heiligen Drei Königen. Kühtmann, Bremen 1869, Digitalisat; 2. Ausgabe, 1876, Digitalisat.
- mit Karl Schiller: Mittelniederdeutsches Wörterbuch. 6 Bände, Kühtmann, Bremen 1875–1881. Band 2, Band 3, Band 6.
- Mittelniederdeutsche Grammatik: nebst Chrestomathie und Glossar. Weigel, Leipzig 1882, Digitalisat.
- Mittelniederdeutsches Handwörterbuch. Nach dem Tode des Verfasser vollendet von Christoph Walther. Soltau/Norden/Leipzig 1888, Digitalisat; reprographischer Nachdruck Darmstadt 1980.